# Agustín Dattola
Agustín Nicolás Dattola (Villa Luzuriaga, 20 aprile 1999) è un calciatore argentino, difensore del Belgrano in prestito dall'Almirante Brown.

## Caratteristiche tecniche
È un difensore centrale.

## Carriera
È cresciuto nel settore giovanile dell'Almirante Brown ed ha debuttato in prima squadra il 16 febbraio 2019 nell'incontro di Primera B Metropolitana perso 1-0 contro il Fénix. Divenuto in breve tempo titolare, il 12 maggio seguente ha segnato il suo primo gol nel successo per 2-0 sul Flandria.
Il 1º febbraio 2023 è stato ceduto in prestito al Barracas Central ed il 18 febbraio ha debuttato in Primera División nell'incontro perso 2-0 contro l'Huracán. Rientrato al club giallonero a giugno, all'inizio dell'anno successivo è stato prestato al San Martín (T) con cui ha raggiunto le semifinali dei play-off promozione venendo eliminato dal Gimnasia (M).

## Statistiche

### Presenze e reti nei club
Statistiche aggiornate al 20 gennaio 2025.
| Stagione               | Squadra                | Campionato             | Campionato | Campionato | Coppe nazionali | Coppe nazionali | Coppe nazionali | Coppe continentali | Coppe continentali | Coppe continentali | Altre coppe | Altre coppe | Altre coppe | Totale | Totale | Totale |
| Stagione               | Squadra                | Comp                   | Pres       | Reti       | Comp            | Pres            | Reti            | Comp               | Pres               | Reti               | Comp        | Pres        | Reti        | Pres   | Reti   |        |
| ---------------------- | ---------------------- | ---------------------- | ---------- | ---------- | --------------- | --------------- | --------------- | ------------------ | ------------------ | ------------------ | ----------- | ----------- | ----------- | ------ | ------ | ------ |
| 2018-2019              | Almirante Brown        | PBM                    | 14         | 1          | CA              | 0               | 0               | -                  | -                  | -                  | -           | -           | -           | 14     | 1      |        |
| 2019-2020              | Almirante Brown        | PBM                    | 22         | 0          | CA              | 0               | 0               | -                  | -                  | -                  | -           | -           | -           | 22     | 0      |        |
| 2021                   | Almirante Brown        | PBN                    | 28         | 1          | CA              | 1               | 0               |                    | -                  | -                  |             | -           | -           | 29     | 1      |        |
| 2022                   | Almirante Brown        | PBN                    | 32         | 0          | CA              | 1               | 0               |                    | -                  | -                  |             | -           | -           | 33     | 0      |        |
| 2023                   | Barracas Central       | PD                     | 5          | 0          | CA+CdL          | 0               | 0               |                    | -                  | -                  | -           | -           | -           | 5      | 0      |        |
| 2023                   | Almirante Brown        | PBN                    | 21         | 0          | CA              | 0               | 0               |                    | -                  | -                  | -           | -           | -           | 21     | 0      |        |
| 2024                   | San Martín (T)         | PBN                    | 39         | 2          | CA              | 1               | 0               |                    | -                  | -                  |             | -           | -           | 40     | 2      |        |
| Totale Almirante Brown | Totale Almirante Brown | Totale Almirante Brown | 117        | 2          |                 | 2               | 0               |                    | -                  | -                  |             | -           | -           | 119    | 2      |        |
| Totale carriera        | Totale carriera        | Totale carriera        | 125        | 3          |                 | 3               | 0               |                    | -                  | -                  |             | -           | -           | 128    | 3      |        |

## Palmarès

### Club

#### Competizioni nazionali
- Primera B Metropolitana: 1

Almirante Brown: 2019-2020